# NIC-13E
La NIC-13E  es una importante carretera nacional clasificada como camino vecinal en Nicaragua. Esta vía comienza en el Oeste,  a la altura de San Pedro del Norte Bocana de Paiwás conectándose con la NIC-13D y culmina en el Este en el poblado de La Estrella en la Región Autónoma de la Costa Caribe Sur.

## Extensión
Con una extensión de 1,43 km, la NIC-13E juega un rol clave en la conectividad y transporte de la región.